# 81 (число)
81 (восемьдесят один) — натуральное число между 80 и 82.
- 81 день в году — 22 марта (в високосный год 21 марта).

## В математике
- 81 — является нечётным составным[1] двухзначным числом.
- Сумма цифр этого числа — 9
- Произведение цифр этого числа — 8
- Квадрат числа 81 — 6561
- Куб числа 81 — 531 441
- 81 — квадрат числа 9
- 81 — 4-ая степень числа 3
- 81 — восьмое открытое меандровое число[2].
- 81 — квадрат суммы своих цифр.
- Инверсия 81 даёт периодическую десятичную дробь с повторением 0.012345679, где в ряде цифр отсутствует только "8".  Это пример общего правила, которое для основания системы счисления равного b может быть представлено уравнением:

{\displaystyle {\frac {1}{\left(b-1\right)^{2}}}=0.{\overline {012\cdots (b-4)(b-3)(b-1)}},}
где в последовательности отсутствует (b−2).

## В науке
- Атомный номер таллия.

## В других областях
- 81 год.
- 81 год до н. э.
- 1981 год.
- ASCII-код символа «Q».
- 81 — Код субъекта Российской Федерации и Код ГИБДД-ГАИ Пермского края.
- По единой нумерации моделей вагонов 81 — обозначение вагонов метрополитена (81-714, 81-717, 81-540 и так далее).
- 81 — число клеток в доске японских шахмат сёги.
- В Турции всего 81 провинция.
- Апшеронский 81-й пехотный полк.
- 81-й гвардейский бомбардировочный авиационный полк — авиационный полк в составе ВС СССР во время Великой Отечественной войны.
- 81-я отдельная авиационная эскадрилья ВВС Балтийского флота — воинская часть вооружённых сил СССР в Великой Отечественной войне.
- 81-я стрелковая дивизия (1-го формирования) — воинское соединение СССР в Великой Отечественной войне.
- 81-я стрелковая дивизия (2-го формирования) — воинское соединение СССР в Великой Отечественной войне.
- 81-й Петракувский мотострелковый полк — гвардейский мотострелковый полк Вооружённых сил Российской Федерации.
- 81-й меридиан восточной долготы.
- 81-й меридиан западной долготы.
- 81-я параллель северной широты.
- 81-я параллель южной широты.
- 81 км (платформа).
- 81 км — посёлок в Волосовском районе Ленинградской области.